# One Ham’s Family
«One Ham’s Family» (в русском переводе «Семья одного поросёнка», «Три поросёнка по-новому») — короткометражный мультипликационный комедийный фильм, выпущенный в 1943 году компанией Metro-Goldwyn-Mayer. Режиссёр Текс Эвери, сценарист Рич Хоган, мультипликаторы: Престон Блэйр, Эд Лав, Рэй Абрамс, композитор Скотт Брэдли.
Название фильма намекает на популярную радиопостановку «One Man’s Family», транслировавшуюся с 1932 по 1959 год.

## Сюжет
Фильм представляет один из возможных вариантов развития истории о трёх поросятах. Серый Волк, потерпев неудачу с кирпичным домиком, обещает вернуться до Рождества. Выполнив угрозу, он обнаруживает, что третий поросёнок за это время успел жениться и стать отцом. Но это не останавливает Волка в его планах мести, наоборот, увидев маленького поросёнка, тот лишь утверждается в намерении утолить голод свининой и предпринимает попытку проникнуть в дом.
Маленький поросёнок в свою очередь готовит Волку ловушки и всячески издевается над ним на протяжении всей Рождественской ночи, пока спят родители.